# Teoria degli ordini
La teoria degli ordini è una branca della matematica che studia dei particolari tipi di relazioni binarie, dette ordini e preordini, che inducono sui loro insiemi supporto una struttura che richiama l'idea intuitiva di ordinare gli elementi.

## Introduzione
Ordinare in una sequenza più oggetti è un'operazione che facciamo quotidianamente, sia quando organizziamo i nostri impegni giornalieri (dandogli un ordine temporale), o quando decidiamo quale azione compiere rispetto ad un'altra (ordinandole per importanza), o semplicemente quando mettiamo a posto i libri sugli scaffali (ordinandoli per esempio per anno o per autore).
Un ordinamento tra oggetti ci viene insegnato sin dalle scuole elementari: si tratta dell'ordinamento usuale tra numeri naturali, che introduce un primo esempio di grandezza. Tale ordinamento viene poi esteso ai numeri interi e, con qualche accorgimento teorico, ai numeri reali. L'insieme dei numeri normalmente trattati risulta così essere completamente descritto. Un altro esempio simile è il cosiddetto ordine lessicografico, che ci permette di scrivere le parole di un vocabolario secondo un ordine preciso.
Esempi di questo tipo possiedono tutti delle particolarità comuni:
- non esistono elementi distinti "nella stessa posizione"
- l'ordine dato è razionale (o transitivo): non ci sono elementi che, in un certo senso, invertono l'ordinamento (per una spiegazione precisa vedi transitività).

Nell'astrazione teorica, un ordinamento che soddisfa queste proprietà si dice relazione d'ordine (dove questa volta la parola "ordine" ha un significato ben preciso, non solamente quello intuitivo fin qua usato). Se in più consideriamo che tali esempi soddisfano la proprietà aggiuntiva che non esiste elemento che sia lasciato fuori dall'ordinamento, allora essi sono degli ordini totali.
Non esistono però solo insiemi descrivibili così esattamente: negli insiemi si può dare un ordinamento naturale, definito dalla relazione di essere un sottoinsieme. Si sa che questa relazione non soddisfa l'ultima proprietà sopra enunciata, cioè esistono coppie di insiemi per cui non si riesce a dare un giudizio su quale stia prima e quale dopo: allora questa relazione si dice un ordine parziale.
Andando avanti con la classificazione, possiamo pensare ad un paniere di beni, comparati a seconda del loro prezzo: questa relazione è totale (ogni bene ha un prezzo e questo prezzo può essere sempre messo in relazione con ogni altro prezzo) e transitiva (nel senso sopra), ma non è vero che se due beni hanno lo stesso prezzo (cioè, nella terminologia sopra, occupano la stessa posizione nell'ordinamento) essi coincidono: un insieme che soddisfa queste proprietà si dice un preordine.
Notare infine che in alcuni degli esempi qua sopra per ordinare un insieme ci si è appoggiati su ordinamenti già dati (nell'ultimo esempio, quello dei numeri), associando ad ogni elemento un numero ed ordinando gli elementi a seconda di come erano ordinati i numeri corrispondenti: un'operazione di questo tipo, che consente di definire un ordinamento mediante una funzione verso un insieme già dotato di ordine, si dice immersione d'ordine.

## Trattazione formale
La teoria degli ordini studia particolari relazioni binarie su uno stesso insieme, dotate di particolari proprietà di "regolarità". Essa suddivide l'oggetto dei suoi studi in due grandi classi, anche se una può essere in un certo senso trasformata nell'altra. Queste due classi sono gli ordini e i preordini.

### Ordine
Una relazione binaria {\displaystyle {\mathfrak {R}}} su un insieme {\displaystyle A} (cioè un sottoinsieme del prodotto cartesiano {\displaystyle A\times A}) si dice un ordine se soddisfa queste proprietà per ogni {\displaystyle a,b,c} in {\displaystyle A}:
- {\displaystyle a{\mathfrak {R}}a} (riflessività)
- se {\displaystyle a{\mathfrak {R}}b} e {\displaystyle b{\mathfrak {R}}a}, allora {\displaystyle a=b} (antisimmetria)
- se {\displaystyle a{\mathfrak {R}}b} e {\displaystyle b{\mathfrak {R}}c}, allora {\displaystyle a{\mathfrak {R}}c} (transitività)

{\displaystyle A} si dice un insieme ordinato.

### Preordine
Una relazione binaria {\displaystyle {\mathfrak {r}}} su un insieme {\displaystyle B} (cioè un sottoinsieme del prodotto cartesiano {\displaystyle B\times B}) si dice un preordine se soddisfa queste proprietà per ogni {\displaystyle a,b,c} in {\displaystyle B}:
- {\displaystyle a{\mathfrak {r}}a} (riflessività)
- se {\displaystyle a{\mathfrak {r}}b} e {\displaystyle b{\mathfrak {r}}c}, allora {\displaystyle a{\mathfrak {r}}c} (transitività)

{\displaystyle B} si dice un insieme preordinato.

### Commenti
- Per la loro analogia con l'ordinamento classico numerico (di cui sono in effetti una generalizzazione) relazioni d'ordine e preordine sono universalmente denotate con il solito simbolo {\displaystyle \leq } o con simboli ad esso analoghi, come {\displaystyle \lesssim } o {\displaystyle \preceq }.
- Se nella definizione di ordine (risp. preordine) si sostituisce la proprietà riflessiva con quella antiriflessiva si ottiene quello che viene definito un ordine stretto (risp. preordine stretto), indicato per ovvi motivi con {\displaystyle <}. A volte le definizioni che includono la proprietà riflessiva vengono dette larghe (cioè ordine largo, preordine largo) se può esserci ambiguità. Benché le due definizioni siano distinte, è facile passare da un ordine largo ad uno stretto, ponendo {\displaystyle a<b} se e solo se {\displaystyle a\leq b} e {\displaystyle b\not \leq a}, e viceversa, ponendo {\displaystyle a\leq b} se e solo se {\displaystyle a<b} o {\displaystyle a=b}.

## Ulteriori proprietà

### Totalità
La definizione di ordine (risp. preordine) non necessita di specificazioni su quali o quanti elementi soddisfino le proprietà. Se in aggiunta si richiede anche che
- per ogni {\displaystyle a,b} in {\displaystyle A} è {\displaystyle a\leq b} o {\displaystyle b\leq a}

allora si ottiene un ordine totale (risp. preordine totale) o lineare.
Due elementi si dicono "non confrontabili" se non vale nessuna delle due relazioni. Ciò vuol dire che in un ordine totale ogni coppia di elementi è confrontabile. Se un ordine non è totale allora si dice che è parziale. Gli insiemi parzialmente ordinati sono anche detti "poset", acronimo dall'inglese Partially Ordered Set.
Un esempio immediato di relazione non totale è, come detto sopra, quella dei sottoinsiemi: per i due insiemi {\displaystyle F=\{1,3,5,8\}} e {\displaystyle G=\{2,4,5,9\}} non vale né che {\displaystyle F\subseteq G} né che {\displaystyle G\subseteq F}. Un altro esempio è dato dalla relazione di divisibilità tra numeri naturali.

### Rappresentazione grafica
Un ordine si può visualizzare graficamente mediante una costruzione fatta da Helmut Hasse, che identifica gli elementi come vertici di un grafo e collega due vertici {\displaystyle x} e {\displaystyle y} uno sopra l'altro se e solo se {\displaystyle x<y} e non esiste {\displaystyle z} tale che {\displaystyle x<z<y}.
Questa costruzione è molto comoda poiché, rispetto ad un grafo in cui ogni coppia di elementi in relazione è collegata, si eliminano molte ridondanze. Basti ad esempio pensare a tutti gli archi che in un ordine largo collegherebbero un elemento con se stesso.
La stessa costruzione si adatta ai preordini, avendo la cura di posizionare elementi tali che {\displaystyle x\leq y} e {\displaystyle y\leq x} alla stessa altezza.
È evidente che l'unica rappresentazione grafica di un ordine totale è quella di un'unica linea, finita o infinita, che collega i vari vertici uno dopo l'altro. Questa è anche la motivazione per cui un insieme totalmente ordinato viene anche detto una catena.

## Costruire un ordine a partire da un preordine
Sono gli ordini i veri elementi centrali della teoria, poiché dato un preordine {\displaystyle (A,\leq )} è sempre possibile ricondursi ad un ordine collegato, applicando la seguente costruzione:
Si definisce la relazione {\displaystyle \sim }, che mette in relazione due elementi {\displaystyle x,y} se e solo se {\displaystyle x\leq y} e {\displaystyle y\leq x}; essa è una relazione d'equivalenza. Si considera poi l'insieme quoziente {\displaystyle A_{/\sim }} e lo si munisce della relazione
{\displaystyle [x]\leq ^{*}[y]\Longleftrightarrow x\leq y}.
La coppia {\displaystyle (A_{/\sim },\leq ^{*})} è un insieme ordinato. Infatti {\displaystyle [x]\leq ^{*}[y]} e {\displaystyle [y]\leq ^{*}[x]} implica {\displaystyle x\leq y} e {\displaystyle y\leq x}, cioè {\displaystyle x\sim y}. Ma allora {\displaystyle x} e {\displaystyle y} stanno nella stessa classe d'equivalenza, dunque {\displaystyle [x]=[y]}.

## Elementi particolari all'interno di un ordine
Un elemento {\displaystyle a} in un insieme ordinato {\displaystyle S} si dice:
- minimo (risp. massimo) se per ogni {\displaystyle x} in {\displaystyle S} si ha {\displaystyle a\leq x} (risp.  {\displaystyle x\leq a}),
- minimale se l'unico {\displaystyle x} in {\displaystyle S} tale che {\displaystyle x\leq a} è {\displaystyle a} stesso,
- massimale se l'unico {\displaystyle x} in {\displaystyle S} tale che {\displaystyle a\leq x} è {\displaystyle a} stesso,
- maggiorante (risp. minorante) di un sottoinsieme {\displaystyle Y\subseteq S} se {\displaystyle x\leq a} (risp. {\displaystyle a\leq x}) per ogni {\displaystyle x} in {\displaystyle Y},
- estremo superiore (risp. estremo inferiore) del sottoinsieme {\displaystyle Y\subseteq S} se è il minimo dell'insieme dei maggioranti (risp. il massimo dei minoranti).

Mentre minimo e massimo potrebbero non esistere, un insieme potrebbe avere più elementi minimali o massimali. Addirittura uno stesso elemento potrebbe essere minimale e massimale. Le due definizioni coincidono in caso di un ordine totale. Un sottoinsieme dotato di maggiorante e minorante si dice limitato.

## Dualità
Nei paragrafi precedenti si vede che molte definizioni simili tra loro si possono ottenere semplicemente invertendo il verso della disuguaglianza. Questa considerazioni sfocia da un principio generale, detto Principio di dualità:
Se un'affermazione è valida per ogni insieme parzialmente ordinato, allora la sua affermazione duale, ottenuta scambiando ogni disuguaglianza e invertendo eventualmente ogni termine con il suo simmetrico, è ancora valida per ogni insieme parzialmente ordinato.
In particolare, il duale di un insieme ordinato {\displaystyle P}, identificato con {\displaystyle P^{op}}, è lo stesso insieme caratterizzato però dalla relazione
{\displaystyle x\leq y} in {\displaystyle P^{op}} se e solo se {\displaystyle y\leq x} in {\displaystyle P}.
Graficamente, il diagramma di Hasse di un ordine duale si ottiene semplicemente capovolgendo il diagramma dell'ordine originario.
L'importanza del principio di dualità si vede soprattutto nell'uso continuo del simbolo {\displaystyle \geq }, senza che ci sia mai bisogno di darne una definizione precisa.

## Funzioni tra ordini
È naturale a questo punto pensare di dare anche delle funzioni tra vari insiemi ordinati che preservino i rispettivi ordinamenti: tali funzioni si dicono monotòne, o per non usare un termine già comune con l'analisi matematica, order-preserving e, con precisione, soddisfano la seguente proprietà:
se {\displaystyle x\leq y} allora {\displaystyle f(x)\leq f(y)},
ponendo l'attenzione che il primo {\displaystyle \leq } riguarda elementi del dominio, mentre il secondo gli elementi del codominio, dunque sono due ordinamenti distinti. Per essere più precisi, sarebbe meglio utilizzare due simboli diversi, per esempio {\displaystyle \leq ^{*}} e {\displaystyle \preceq }.
Se vale anche l'opposto, cioè che {\displaystyle f(x)\leq f(y)} implica {\displaystyle x\leq y}, allora la funzione si dice una immersione d'ordine e rappresenta un metodo per "rappresentare" un insieme ordinato all'interno di un altro o anche, come è stato detto nell'introduzione, di definire un ordine nel dominio, ponendo la condizione sopra enunciata come definizione.
Un'immersione d'ordine suriettiva è detta isomorfismo d'ordine. La sua importanza è ovvia, poiché rappresenta un isomorfismo tra le due strutture nel senso algebrico del termine.
Dualmente, si definisce antitona una funzione tale che
{\displaystyle x\leq y} implica {\displaystyle f(y)\leq f(x)}.
Un leggero indebolimento del concetto di isomorfismo d'ordine è dato dalla connessione di Galois tra due insiemi ordinati {\displaystyle A} e {\displaystyle B}, costituito da due funzioni monotone {\displaystyle F:A\to B} e {\displaystyle G:B\to A} tali che per ogni {\displaystyle a} in {\displaystyle A}, {\displaystyle b} in {\displaystyle B}
{\displaystyle F(a)\leq b} se e solo se {\displaystyle a\leq G(b)}.

## Strutture più ricche
La maggior parte delle strutture studiate in teoria degli ordini hanno anche ulteriori proprietà. Molte di queste proprietà aggiuntive riflettono una specie di completezza:
- Un buon ordine è un ordine totale con la proprietà che ogni sottoinsieme non vuoto possiede elemento minimale
- Un buon ordine parziale è un ordine tale che ogni sottoinsieme non vuoto possiede un numero finito di elementi minimali
- Un insieme diretto è un insieme preordinato tale che per ogni coppia di elementi {\displaystyle a} e {\displaystyle b} in {\displaystyle A}, esiste un terzo elemento {\displaystyle c} che soddisfa {\displaystyle a\leq c} e {\displaystyle b\leq c}.
- Un insieme ordinato è localmente finito se ogni intervallo è finito.
- Un reticolo è un insieme ordinato tale che ogni sottoinsieme finito possiede estremo inferiore e estremo superiore
- Un reticolo è completo se ogni suo sottoinsieme possiede estremo inferiore e estremo superiore

A partire da un reticolo, si possono definire due operazioni binarie su di esso:
- {\displaystyle x\vee y=\sup\{x,y\}}
- {\displaystyle x\wedge y=\inf\{x,y\}}

Date queste due operazioni, un reticolo diventa una struttura algebrica. Si dimostra che queste operazioni soddisfano delle particolari proprietà. Al contrario, data una struttura algebrica con due operazioni con quelle proprietà, quell'insieme è anche un reticolo. Se le due operazioni soddisfano una proprietà di distributività allora il reticolo si dice distributivo.
Se su questa struttura si richiede la limitatezza si possono definire ulteriori operazioni, detti 0 e 1 l'estremo inferiore e superiore:
- Un'algebra di Heyting è un reticolo limitato distributivo tale che per ogni {\displaystyle a,b} esiste un elemento {\displaystyle x}, detto lo pseudocomplemento di {\displaystyle a} rispetto {\displaystyle b}, che è l'elemento massimo tale che {\displaystyle a\wedge x\leq b}.
- Un reticolo è complementato se per ogni {\displaystyle a} esiste un elemento {\displaystyle \neg a}, detto complemento di {\displaystyle a}, tale che

{\displaystyle a\wedge \neg a=0} e {\displaystyle a\vee \neg a=1}
- Un'algebra Booleana è un reticolo complementato distributivo, o anche un'algebra di Heyting tale che lo pseudocomplemento di {\displaystyle a} è proprio il suo complemento.

## Relazioni con altri campi della matematica
Ci sono molti settori di studio in matematica con cui la relazione della teoria degli ordini è molto fruttuosa e soprattutto bidirezionale. Oltre all'algebra astratta, già nominata qua sopra nello studio dei reticoli, possiamo nominare:
- la topologia: giusto per nominare un esempio, la topologia di Alexandrov di un preordine {\displaystyle (X,\leq )} è quella tale che i suoi aperti sono esattamente gli insiemi "chiusi verso l'alto", cioè gli insiemi del tipo {\displaystyle S=\{y\in X:x\leq y\}} (in un certo senso le "semirette" destre) al variare di {\displaystyle x} in {\displaystyle X}.

Al contrario dato uno spazio topologico si può definire un preordine, detto preordine di specializzazione, dato da
{\displaystyle x\leq y} se e solo se {\displaystyle cl\{x\}\subseteq cl\{y\}},
dove {\displaystyle cl\{x\}} rappresenta la chiusura topologica del singoletto {\displaystyle \{x\}}. Questo preordine è un ordine se e solo se lo spazio è T0. Vedi anche la topologia superiore e la topologia di Scott.
- la teoria delle categorie: prima di tutto esiste la categoria Ord, che ha come oggetti gli insiemi preordinati e come morfismi le funzioni monotone (e come isomorfismi gli isomorfismi d'ordine).

Ogni insieme ordinato o preordinato è poi anche una categoria piccola, in cui gli oggetti sono gli elementi dell'insieme e i morfismi le "frecce" che puntano da {\displaystyle x} a {\displaystyle y} se {\displaystyle x\leq y}. Una connessione di Galois in questo senso non è che una coppia di funtori aggiunti sulle relative categorie.
- l'analisi matematica: le funzioni monotone dall'insieme dei numeri reali in sé sono molto importanti e il loro studio si è spinto molto avanti arrivando con l'aiuto del calcolo infinitesimale a caratterizzarne numerose proprietà.
- la teoria della probabilità: un preordine su una algebra di insiemi è detto probabilità comparativa. Esso, per essere rappresentato da una distribuzione di probabilità, deve sottostare certe condizioni di coerenza, principalmente studiate da Bruno de Finetti.
- la teoria delle decisioni applicata alla microeconomia: lo spazio dei beni è rappresentato da un insieme {\displaystyle X} dotato di un preordine totale, su cui il consumatore applica varie funzioni che ne delimitano e indirizzano la scelta, come la funzione budget.
- la teoria dei giochi: ogni giocatore ha associata una lista di strategie su cui è formato un ordinamento (vedi anche equilibrio di Nash).